# Kupellonura formosa
Kupellonura formosa is een pissebed uit de familie Hyssuridae. De wetenschappelijke naam van de soort is voor het eerst geldig gepubliceerd in 1966 door Menzies & Frankenberg.